# Leverage (гурт)
Leverage — фінський павер-метал-гурт, що сформувався у 2002. У 2006 випустили свій дебютний студійний альбом «Tides». У 2008 вийшов другий студійний альбом «Blind Fire», а у 2009 третій — «Circus Colossus».

## Склад
Поточний склад
- Кіммо Блом – вокал
- Туомас Хейккінен – електрогітара
- Мікко Саловаара – ритм-гітара
- Марко Ніскала – клавішні
- Самі Норрбакка — бас-гітара
- Валттері Ревонкорпі – ударні

Колишні учасники
- Пекка Ансіо Хейно – вокал (2002-2018)
- Торсті Спуф – гітари (2002-2018)
- Пекка Лампінен – бас-гітара (2002-2009)

## Дискографія

### Альбоми
- Tides (2006)
- Blind Fire (2008)
- Circus Colossus (2009)
- Determinus (2019)
- Above the Beyond (2021)

### Сингли та міні-альбоми
- Follow Down That River (2007)
- Red Moon Over Sonora (2018)
- The Devil’s Turn (2018)

### Музичні відео
- Mister Universe (2008)
- Wolf And The Moon (2009)